# Kivijärvi (sjö i Kuusamo, Norra Österbotten)
Kivijärvi är en sjö i kommunen Kuusamo i landskapet Norra Österbotten i Finland. Arean är 36 hektar och strandlinjen är 4,99 kilometer lång. Sjön  ingår i Kems huvudavrinningsområde.   Den ligger omkring 210 kilometer öster om Uleåborg och omkring 660 kilometer norr om Helsingfors. 